# Sergeja Stefanišin
Sergeja Stefanišin (født 18. september 1974 i Ljubljana, Slovenien) er en slovensk håndboldspiller, der spiller for RK Krim og Sloveniens håndboldlandshold.
Hun deltog ved EM i håndbold 2016 i Sverige.